# Lord Dingwall
Lordowie Dingwall 1. kreacji (parostwo Szkocji)
- 1609–1628: Richard Preston, 1. hrabia Desmond i 1. lord Dingwall
- 1628–1684: Elizabeth Butler, 2. lady Dingwall
- 1684–1715: James Butler, 2. książę Ormone i 3. lord Dingwall
- 1871–1905: Francis Thomas de Grey Cowper, 7. hrabia Cowper i 4. lord Dingwall
- następni lordowie, patrz: baron Lucas